# Wira Wama
Wira Wama (ur. 24 października 1989) – papuaski piłkarz grający na pozycji napastnika. Jest wychowankiem klubu Hekari United.

## Kariera klubowa
Karierę piłkarską Wama rozpoczął klubie Hekari United. W jego barwach zadebiutował w pierwszej lidze papuaskiej w 2009. Wraz z Hekari czterokrotnie wywalczył tytuły mistrza Papui-Nowej Gwinei w 2009, 2010, 2011 i 2012. W 2010 roku wywalczył również klubowe mistrzostwo Oceanii.

## Kariera reprezentacyjna
Wama nigdy nie zdołał zadebiutować w reprezentacji Papui-Nowej Gwinei. W 2012 był w kadrze na Puchar Narodów Oceanii 2012, który był jednocześnie częścią eliminacji Mistrzostw Świata 2014.